# Younn Zahary
Younn Zahary, né le 20 octobre 1998 à Nantes, est un footballeur international comorien, qui évolue au poste de défenseur central au Žalgiris Vilnius.

## Biographie

### Carrière en club
Younn Zahary évolue dans les catégories de jeunes de La Saint-Pierre-de-Nantes (2009-2012), de l'USJA Carquefou (2012-2016) avant de poursuivre sa formation au Stade Malherbe de Caen.
Il évolue pour la première fois en équipe première lors d'un match de première division contre le RC Strasbourg (2-2) le 9 décembre 2018. Il est prêté en janvier 2020 au Pau FC pour 6 mois ; le prêt est reconduit pour une saison à l'été 2020.
Le 29 juin 2021, il signe au Stade olympique choletais qui évolue en National.

### Carrière internationale
Younn Zahary réalise ses débuts avec l'équipe nationale des Comores lors d'un match amical contre la Guinée le 12 octobre 2019. Il est convoqué en mars 2021 pour les qualifications à la Coupe d'Afrique des nations.

## Palmarès
- Champion de Lituanie en 2024 avec le FK Žalgiris Vilnius
- Vainqueur de la Supercoupe de Lituanie en 2025 avec le FK Žalgiris Vilnius[7]